# نیلوفر آبی روباه
نیلوفر آبی روباه (نام علمی: Euryale ferox) نام یک گونه از تیره نیلوفرآبیان است.
این گیاه که با نام نیلوفر آبی خاردار یا (گیاه گورگون) نیز شناخته می‌شود، گونه‌ای از نیلوفر آبی است که در جنوب و شرق آسیا یافت می‌شود و تنها عضو موجود از جنس Euryale است. دانه‌های خوراکی آن که آجیل روباه یا «ماخانا» نامیده می‌شوند، خشکانده می‌شوند و عمدتاً در آسیا مصرف می‌شوند.
این گیاه برای بذر آن در استخرهای دشتی در هند، چین و ژاپن کشت می‌شود. ایالت بیهار هند خود به تنهایی ۹۰ درصد آجیل روباهی جهان را تولید می‌کند. چینی‌ها قرن هاست که این گیاه را کشت می‌کند. در هند، بیش از ۹۶۰۰۰ هکتار از بیهار برای کشت Euryale در سال ۱۹۹۰–۱۹۹۱ اختصاص داده شد. در نواحی شمالی و غربی هند، دانه‌ها را اغلب برشته یا سرخ می‌کنند که باعث می‌شود مانند ذرت بو داده بپزد.